# Xinhua Zidian
Das Xinhua-Zidian, also „Xinhua-Wörterbuch“ (chinesisch 新華字典 / 新华字典, Pinyin Xīnhuá Zìdiǎn, englisch oft Xinhua Dictionary oder New China Dictionary), ist ein einsprachiges chinesisches Wörterbuch vergleichbar dem „Duden“ oder dem „Wahrig“ im deutschen Sprachraum.
Im Frühjahr 2004 war die Zahl der verkauften Exemplare auf mehr als 400 Millionen angestiegen, sodass das Wörterbuch zum meistverkauften der Welt wurde. Es erscheint im Verlag Commercial Press. Strenggenommen ist es ein „Schriftzeichen-Wörterbuch“, da es nicht nach ein- oder mehrsilbigen „Wörtern“, sondern nach einzelnen „Schriftzeichen“ gegliedert ist, genaugenommen in der alphabetischen Reihenfolge der chinesischen Lateinumschrift des Hanyu Pinyins. Die mit dem Schriftzeichen gebildeten häufigsten chinesischen Wörter und Ausdrücke werden unter den einzelnen Lemmata der Schriftzeichen abgehandelt.
Es ist sowohl innerhalb als auch außerhalb China sehr verbreitet. Das Wörterbuch verwendet vereinfachte Schriftzeichen und die phonetische Transkription nach dem Schema der chinesischen Lateinumschrift. Neben dem Pinyin (mit Tönen) wird die Aussprache der einzelnen Zeichen in Bopomofo angegeben, allerdings einzeln nur im Lemma.

## 10. Auflage
Die 10. Auflage des Wörterbuchs wurde 2004 veröffentlicht. Einschließlich der traditionellen chinesischen Schriftzeichen und Schreibvarianten verschiedener Zeichen sind darin mehr als 11.200 Schriftzeichen enthalten.

### Aufbau
Es enthält vorne
- eine Übersicht zu den Silben der phonetischen Transkription des Hanyu Pinyin
- eine Übersicht der Gegenüberstellung einiger neuer und alter Schriftzeichenformen[4]
- eine Übersicht zu den 201 in diesem Wörterbuch verwendeten Radikalen der Kurzzeichen und Langzeichen
- eine nach den Radikalen und zunehmender Strichzahl geordnete Übersicht zu den einzelnen Schriftzeichen – im Anschluss daran eine Übersicht zu einigen in das Radikalsystem schwierig einzuordnende Schriftzeichen.[5]

Im Anhang befindet sich:
- Tabelle zum Lateinumschrift-Schema[6]
- Tabelle zu den häufig verwendeten Satzzeichen
- Tabelle zu den chinesischen Dynastien und ihren Herrschaftszeiten
- Tabelle der Völker Chinas und die wichtigsten Gebiete, in denen sie leben,
- Tabelle der administrativen Einheiten Chinas – nach Provinzen, autonome Gebiete, regierungsunmittelbare Städte etc. und ihre Hauptstädte
- Tabelle der Staaten der Erde mit Angaben zu Fläche, Bevölkerung und Hauptstadt
- Tabelle zu Maß- und Gewichtseinheiten
- Tabelle zu den geologischen Perioden
- Tabelle zu den 24 chinesischen Sonnenjahreseinteilungen „Jieqi“[7]
- Periodentafel

Das erste Xinhua Zidian wurde im Jahr 1953 veröffentlicht, herausgegeben von der People’s Education Press unter der Federführung der Chinesischen Akademie der Sozialwissenschaften. Der Chefredakteur war der Sprachwissenschaftler und Lexikologe Wei Jiangong (魏建功, 1901–1980). 1957 hat die Commercial Press die 1. Auflage in alphabetischer Reihenfolge mit Pinyin herausgegeben. Sie wurde mehrmals nachgedruckt und genießt seitdem eine hohe Popularität.

## 11. Auflage
Die 11. Auflage des Xinhua zidian erschien 2011. Sie hat die ISBN 978-7-100-06959-5.

## Zweisprachige Ausgabe chinesisch-englisch
Abgesehen von dem kurzen Wörterbuch ist bei der Commercial Press auch das Schriftzeichen-Wörterbuch Zweisprachiges chinesisch-englisches Xinhua-Wörterbuch (Untertitel: englisch Xinhua Dictionary with English Translation) mit englischer Übersetzung (Yao 2000, Rezension von Clark 2001) erschienen.

## Ausgabe mit zusätzlichem Pinyin
Eine Pinyin-Ausgabe des Xinhua Zidian (新华字典汉语拼音版,  Xīnhuá Zìdiǎn Hànyǔ Pīnyīnbǎn – „Pinyin-Ausgabe des „Xinhua Zidian““) gibt die Erklärungen zusätzlich in Pinyin an.

## Kritik
Chen Dingxiang soll 23.854 Fehler im „Xinhua-Wörterbuch“ (Xinhua Zidian) gezählt haben.